# Шлосар, Курт Хорст
Курт Хорст Шло́сар (в.-луж. Kurt Horst Šlosar, нем. Horst Schlossar; 23 сентября 1903 года, Дрезден, Германия — 10 марта 1964 года, Дрезден, Германская Демократическая Республика) — серболужицкий художник и график.

## Биография
Родился 23 сентября 1903 года в Дрездене в семье чешского художника Густава Шлосара (1871—1961) и лужичанки Лины Швабиц (1877—1951) из села Дельна-Кислица около города Бенадзицы. С 1910 года по 1918 год обучался в серболужицкой народной школе в Дрездене. После школы работал учеником художника на фарфоровой фабрике. В 1923 году получил германское гражданство. Работал художником на фарфоре на фабрике в окрестностях Будапешта. С 1927 года по 1937 год обучался в Дрездене в Академии изобразительных искусств под руководством художника-экспрессиониста Отто Дикса. Несмотря на принадлежность к национальному славянскому меньшинству, выставлял свои картины на выставках во время нацистского режима до 1943 года, когда был призван в армию. Большинство довоенных работ Курта Шлоссара сгорели во время бомбардировки Дрездена в феврале 1945 года. После войны находился до 30 мая 1945 года в лагере для военнопленных в американской зоне оккупации в Австрии.
После возвращения в Лужицу продолжил писать картины. В 1946 году основал в Радворе Серболужицкую школу искусств. С 1949 года был председателем основанного в 1948 году Общества серболужицких художников. Получив от этого общества стипендию, написал несколько картин, посвящённых деревне Слепо. В последние годы своей жизни писал картины, посвящённые индустриализации ГДР и Народной армии ГДР.

## Награды
- В 1959 году был удостоен премии имени Якуба Чишинского.